# Achatinella lila

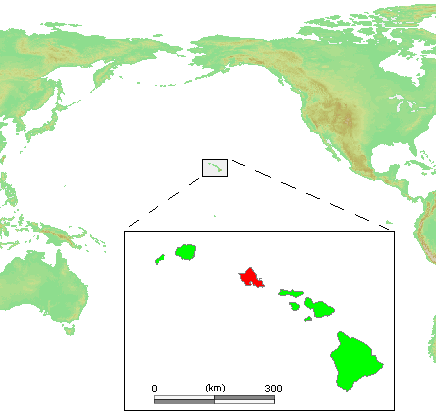
Verbreitungsgebiet von Achatinella lila

Achatinella lila ist eine Schneckenart aus der Gattung Achatinella, einer Gruppe nachtaktiver, lebendgebärender Baumschnecken, die auf der hawaiischen Insel Oʻahu endemisch sind.

## Beschreibung
Achatinella lila erreicht eine Gehäuselänge von 1,7 Zentimetern und einen Gehäusedurchmesser von 1,1 Zentimetern. Das linksgewundene Gehäuse ist eiförmig-kegelförmig, dünnwandig und doch fest. Es hat bis zu fünfeinhalb Windungen. Die glänzende Oberfläche des Gehäuses ist an den embryonalen Umgängen dunkelbraun gefärbt, auf dem Körperumgang einheitlich kastanienbraun, bisweilen mit einem gelben Fleck, oder mit einem seitlichen kastanienbraunen Band auf gelbem Grund, oder mit einem mittleren grünen Band oder auch zwei kastanienbraunen Bändern peripher und entlang der Naht. Die schräge Mündung ist innen weiß oder blass lila.

## Bestand und Gefährdung
Die Art ist in ihrem Bestand stark gefährdet. Vermutliche Ursachen des Rückgangs sind übermäßiges Sammeln durch Schneckensammler, die Nachstellung durch eingeschleppte Schweine und Ratten, die Rodung der Wälder sowie invasive Pflanzenarten wie Clidemia hirta und Dicranopteris linearis, die das Nachwachsen der für die Schnecken unentbehrlichen Futterbäume verhindern. Auch die eingeführte Ameisenart Pheidole megacephala, die Knoblauch-Glanzschnecke (Oxychilus alliarius) und die Rosige Wolfsschnecke (Euglandina rosea) machen Jagd auf Achatinella-Schnecken.